# Jasba

Logo

Jasba ist eine Marke der Deutsche Steinzeug Cremer & Breuer AG. Bis Jahresende 2017 war die Jasba Mosaik GmbH mit Sitz in Ötzingen im Westerwald ein Unternehmen, das keramische Mosaiken herstellte. Die Jasba-Mosaikproduktion ist in Ötzingen konzentriert.

## Geschichte
1926 gründete Jakob Schwaderlapp in Baumbach das Unternehmen, um Krüge und Tonwaren zu produzieren. Der Name des Gründers und der Produktionsstandort gaben dem Unternehmen seinen Namen. Zunächst lag der Schwerpunkt auf Zier- und Gefäßkeramik. Die Herstellung glasierter Mosaike begann Ende der 1950er Jahre, nachdem der älteste Sohn des Gründers diese Ausweitung des Warensortiments angeregt hatte.
1964 wurde die Jasba Mosaik GmbH zu einem eigenständigen Unternehmen und erwarb an ihrem neuen Sitz Ötzingen eine Grundstücksfläche von 100.000 m². Das Schwesterunternehmen Jasba Keramik produzierte am traditionellen Standort in Baumbach weiterhin Zierkeramik. 1980 übernahm Jasba Mosaik GmbH die Jasba Keramik. Seither wurden in Baumbach ausschließlich Ofenkacheln und Kachelkamine hergestellt. 1984 exportierte Jasba erstmals Fliesen in die Vereinigten Staaten.
1994 lag der Umsatz bei 93 Mio. DM. Ende 1998 nahm Jasba in Ötzingen die damals modernste Brennanlage für Mosaik in Deutschland in Betrieb, einen Rollofen und Trockner mit insgesamt 62 Meter Länge. Diese Investition zu Kosten von 200.000 DM ersetzte einen rund 30 Jahre alten Schlittenofen.
Im Mai 1999 kaufte die Deutsche Steinzeug Cremer & Breuer das Unternehmen rückwirkend zum 1. Januar. Zum Zeitpunkt dieser Übernahme beschäftigte Jasba 520 Mitarbeiter, der Vorjahresumsatz lag bei 68 Mio. DM. Im Jahr der Übernahme belief sich der Umsatz auf 75 Mio. DM. Anschließend investierte die Deutsche Steinzeug 14 Millionen DM in die Modernisierung der Fertigungsstraßen in Ötzingen. 2004 trennte sich die Deutsche Steinzeug vom Standort Baumbach mit seiner Herstellung von Ofenkacheln und Kachelkaminen.
Ende 2013 übertrug die Deutsche Steinzeug die Produktionsstätte Ötzingen auf die Jasba Mosaik GmbH.
Ende 2017 führte die Deutsche Steinzeug die Vertriebsorganisationen von Jasba und Agrob Buchtal (Eigenschreibweise: AGROB BUCHTAL) zusammen. Zudem erfolgte mit Wirkung zum 1. Januar 2018 ein Betriebsübergang der Jasba Mosaik GmbH auf die Deutsche Steinzeug Cremer & Breuer AG.

## Rechtliche Stellung bis Ende 2017
Rechtlich war Jasba bis Ende 2017 eine GmbH. Sie diente als eine Vertriebsgesellschaft, ihre  Schwestergesellschaft war Agrob Buchtal GmbH, die  die Wand- und Bodenfliesen, Schwimmbadkeramik sowie Fassadensysteme anbietet. Die Jasba Mosaik GmbH war ein 100-prozentiges Tochterunternehmen der Deutsche Steinzeug Cremer & Breuer AG.

## Produkte und Auszeichnungen
Bei allen Waren handelt es sich um keramische Belagsmaterialien. Sie reichen von 1 mal 1 cm Mosaik bis zu Wand- und Bodenfliesen in der Größe 40 mal 80 cm. Viele der in verschiedene Serien gegliederten Produkte sind für den Innenbereich bestimmt, beispielsweise für Wohnungen, Hotels oder Gaststättenbetriebe. Jasba-Erzeugnisse werden allerdings auch im öffentlichen Raum verwendet. Fliesen von Jasba finden sich zum Beispiel seit 2012 in der neuen Schalterhalle des Londoner Bahnhofs King’s Cross. Auch an der Fassade des Brooklyn Children’s Museum in New York sind Jasba-Produkte verbaut.

Anwendungen im öffentlichen Raum
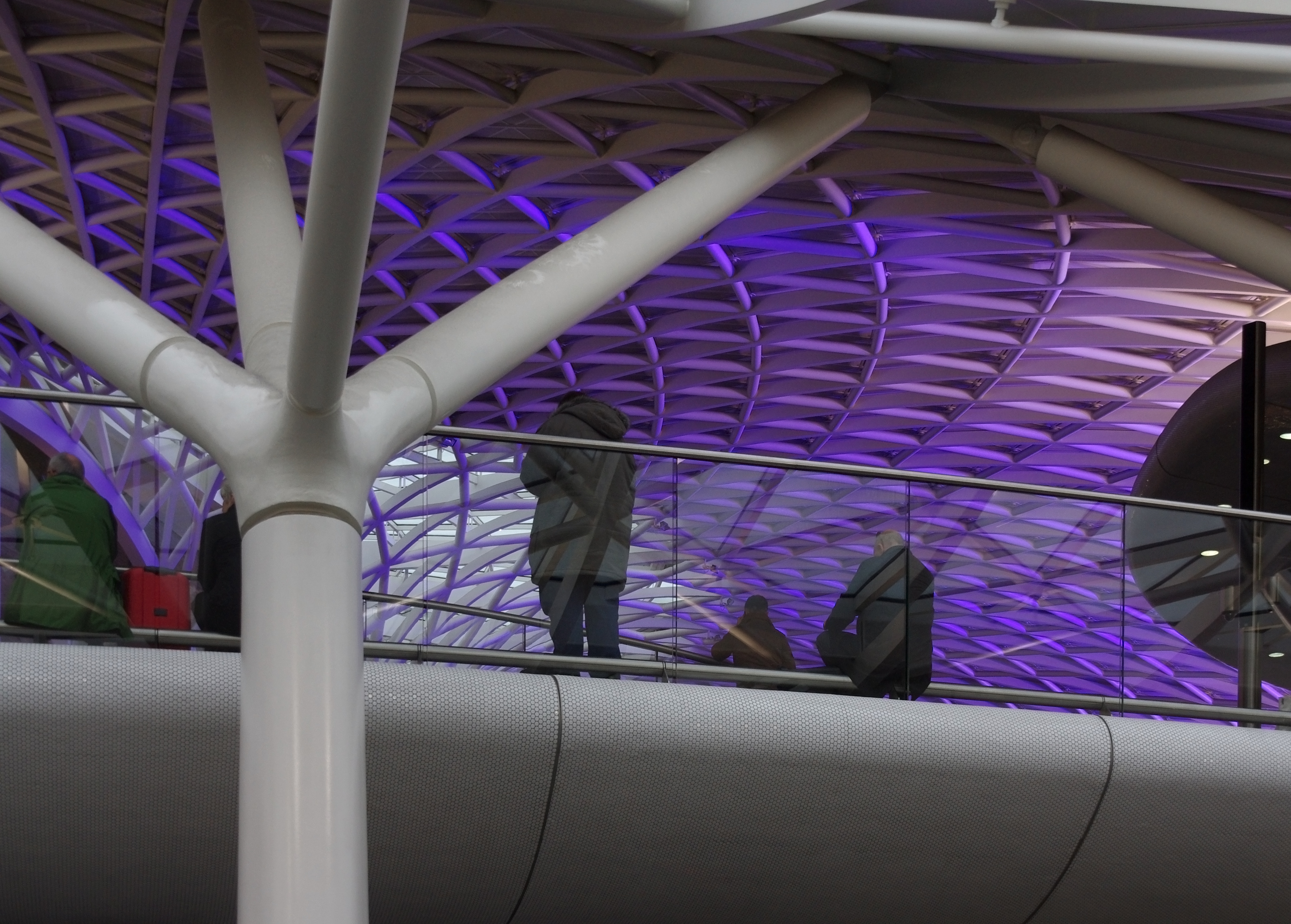
Bahnhof King’s Cross, London
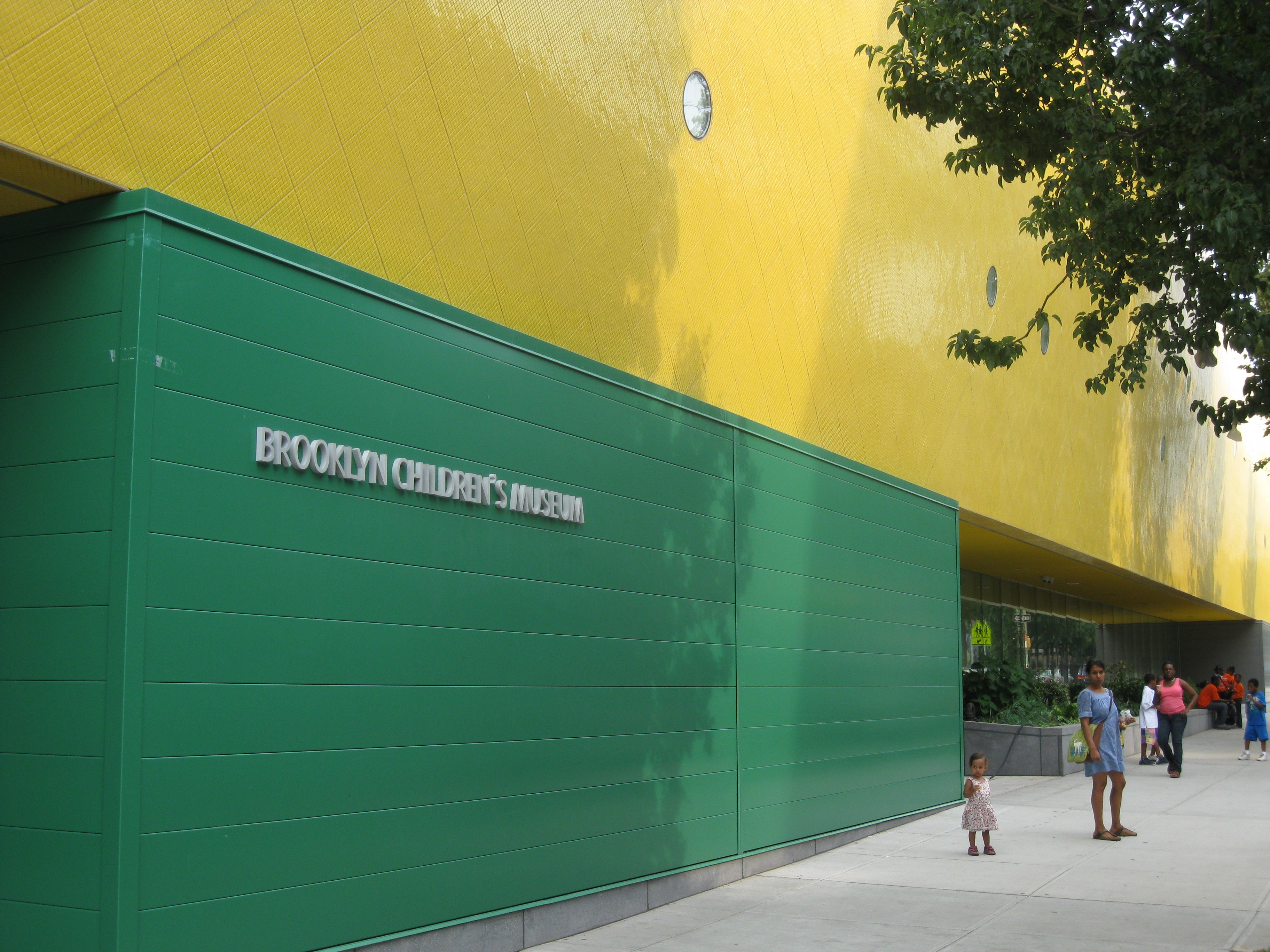
Kindermuseum Brooklyn

Jasba gewann 2009 den iF product design award, 2012 wurde Jasba als Marke des Jahrhunderts ausgezeichnet. Die Zeitschrift Fliesen & Platten kürte eine Jasba-Serie in der Kategorie Fliesen zum „Produkt des Jahres“ 2012. Im Jahr 2013 gewann das Unternehmen zudem den rheinland-pfälzischen Landespreis für beispielhafte Beschäftigung von schwerbehinderten Menschen.